# Kurienkardinal
Als Kurienkardinal bezeichnet man die obersten Mitarbeiter der Zentralverwaltung der römisch-katholischen Kirche (römische Kurie), die den Rang eines Kardinals bekleiden, insbesondere die Vorsteher der verschiedenen Dikasterien, die Kardinalpräfekten und den Kardinalstaatssekretär.
In 354  CIC ist geregelt, dass „Kardinäle, die Dikasterien oder anderen ständigen Einrichtungen der Römischen Kurie oder des Vatikanstaates vorstehen“, mit Vollendung des fünfundsiebzigsten Lebensjahres gebeten sind, dem Papst den Amtsverzicht anzubieten. Das entspricht der Regelung für Bischöfe mit diözesanen Aufgaben (insbesondere Diözesanbischöfe).